# コード・エイジ コマンダーズ
『コード・エイジ コマンダーズ』 (CODE AGE COMMANDERS) は2005年10月13日にスクウェア・エニックスから発売されたゲーム作品。副題は『〜継ぐ者 継がれる者〜』。対応ハードはPlayStation 2。ジャンルはアクションRPG。スクウェア・エニックスのニューコンセプトブランド『コード・エイジ』の一つ。コード・エイジの中核といえる作品である。イメージカラーは「青」。

## あらすじ
舞台は「セントラルコード」を中心とした「球内世界」。
「セントラルコード」による世界の再構成「輪廻（リ・ボーン）」により今の世界が無に帰すことを知った人類は、その影響を最も受けにくい「セントラルコード」の周囲に「方舟」と呼ばれる施設を建造した。人類は「方舟」の中で眠りにつき、新たに造られる世界で目を覚ますはずだった。
しかし「方舟計画」は失敗した。「方舟」は謎の崩壊を起こし、乗り込んでいた人類はその破片と共に変わり果てた世界に墜落した。そこで目覚めた人類を待っていたのは、「輪廻」が完了していない荒廃した世界と、謎の存在「オテロ」と、「オテロ」によって異形と化した生物「コーデッド」、そして自分達も「オテロ」によって「ウォーヘッド」に変貌するという現実だった。
コードエイジ0099年10月11日、最後の「方舟」が墜落したとき、ジーン、ジェラルド、フィオナ、ヘイズ＝ヒーリーの四つの視点と立ち場から、荒廃した世界の行く末を見定める物語が始まった。
ジーン編
「方舟」で眠っていたはずのジーンは、記憶が混濁した状態で目を覚ます。彼の体はウォーヘッドへと変化しており、そして目覚めた場所は「白の群」と「黒の群」が激突する戦場のど真ん中だった。解らないことだらけの現実に戸惑うジーンだったが、現場に一緒にいた「パケ」に促され、姉、アリーズを探しはじめる。やがてジーンは「リ・ボーン」を食い止めようとする父、アルヴィンと再会し、世界の崩壊を止めるべく行動することとなる。
ジェラルド編
「黒の群」の小隊長を勤めるウォーヘッド・ジェラルドは「黒の群」のリーダー・サリヴァンに従い、仲間と共に行動し白の軍と戦いっていた。しかし世界を救うために戦っているはずなのに敵がいるという状況に疑問を持ち始め、仲間が内通の疑いをかけられたことを期に黒の軍を離脱、黒の群の追っ手と戦いつつ、行動する。
フィオナ編
「白の群」に所属する兵士フィオナは、「白の群」の頭領ギネヴィアを命の恩人として信奉するウォーヘッドの一人だった。しかしある時見せたギネヴィアの不遜な態度から白の群の規律を破る行動をとり、そして記憶に隠された真実を知る。戦う意義を失ったフィオナは仲間達と共に白の群を抜けるが、そこにギネヴィアの追っ手がかかる。
ヘイズ編
ハヴェルの側近として、また「キーパーズ」の一員としてデュカリオンの「コード」回収を目指すウォーヘッド、ヘイズ＝ヒーリー。だが彼は少女、アリーズを護衛し送り届けるよう命ぜられ、共に人間達の集落を目指す。

## スタッフ
- 河津秋敏：エグゼクティブプロデューサー
- 板鼻利幸：ディレクター／キャラクターデザイン
- 直良有祐：プロデューサー／コンセプトデザイン

## 専門用語

### 世界・現象
球内世界
「コード・エイジ」の舞台となる世界。完全に閉じた球体の内側に存在する世界で、内側に張り付くようにして大地と海が広がっている。構造上空を見上げれば必ず「セントラルコード」が目に入り、その向こうにはうっすらと反対側の地表が見える。
セントラルコード
「球内世界」の中心に位置し、世界に存在する万物の「コード」が全て記録された「コード」の結晶体で、時や空間をも含む「万物の起源」とも呼ばれる。「球内世界」に万物が存在出来るのは「セントラルコード」が安定して「コード」を放出している数万年間で、それ以上は「コード」が老朽化するため、「セントラルコード」が回収して造り直す。
コード
「セントラルコード」が創出し万物を構成する、23の要素から成る情報体。遺伝子の概念を飛躍させたものと考えると解り易い。
「ウォーヘッド」達はこれを吸収し、自らをより進化させることが出来る。同様の手段で「ウォーヘッド」は相手の記憶を取得することが出来る。
輪廻（リ・ボーン）
「セントラルコード」が現状放出されている「コード」を回収し、造り直して再び「球内世界」に放出する現象で、つまりは現状の世界の崩壊と、新しい世界への刷新を意味する。その際には人類はおろか、大地や海、自然も滅びる。
コードエイジ
箱舟落下開始をもって元年とする暦。コードエイジ0099年、最後の冷凍睡眠区画が崩落した直後から物語は始まる。

### 施設・計画
方舟
人類が「輪廻」を回避するために開発した、「セントラルコード」を覆うようにして存在する巨大な施設。その内部には大量のコールドスリープ装置が立ち並び、乗り込んだ人間達を「輪廻」の後の世界まで保存する。人類が生き残るため最後の希望であり、実際その役目を果たしていたが、ある事情によって崩壊、その破片はコールドスリープ中の人間達と共に不完全な世界に墜落する。
方舟計画
「輪廻」が終わるまでの間、「方舟」の中でコールドスリープにつき、世界の崩壊を回避しようという計画。しかしある陰謀によってそれは失敗に終わる。
全ての人類が方舟に乗れるわけではないことや、セントラルコードの理に反することだとして方舟計画を妨害する「ガーディアンズ」と呼ばれる組織も存在していた。

### 種族
オテロ
崩壊を続ける世界に突如として現れた。砕け散ったセントラルコードの破片から生まれ、世界を無に返すという役割を持っているらしい。人間を襲い、融合しようとする。地上に残った人間からは「悪魔」と恐れられている。「白」と「黒」に分かれており、違う属性のオテロを攻撃する習性をもつ。
ウォーヘッド
方舟で眠っていた人間とオテロが融合して生まれた、新たな人類。身体を武器に変形させたり、オテロを取り込むことによって特殊な効果を引き出したりすることができる。また、他人の遺伝子（コード）を取り込み、「進化」しつづける。
また、記憶遺伝子（コード）を吸収する事を彼らは「弔い」とも呼ぶ。吸収したコードは基本的に脳に記録されるが、一部のウォーヘッドは「外部記憶装置」に記録する。
寿命は人間と比べ遥かに長い代わりに、生殖能力を失っている。
なお、開発チームも「WARHEAD」と表記されている。
コーデッド
地上に残った人間とオテロが融合して生まれた存在。ウォーヘッドとは違い、自我を保つことはできず、人間を襲うようになる。オテロと同じく「白」と「黒」に分かれ、お互いを攻撃しあう。両方の種族を合わせ持つ者がいるとも噂されている。
また、人型のコーデッドの他に、象にオテロがとりついた象砲や、ゴリラにオテロがとりついたエイプコーデッド、カメにオテロがとりついたカメコーデッドなどがいる。
デュオカリオン
戦場に現れては白黒両方のウォーヘッドを無差別に攻撃する正体不明の個体で、その行動と異常な能力から、白黒両方のオテロに同時に融合されて生まれたコーデッドではないかと噂されている。
地上人（オリジナル）
何らかの事情で方舟に乗らなかった人々の子孫。自らの意志で地上に残った者もいれば、方舟への搭乗権を得られなかった人々もいたようである。
オテロに融合されることで自我を失い、コーデッドになってしまう。

### 組織
この世界では「黒の群」と「白の群」が抗争を続けている。それぞれのリーダーは共に箱舟計画にかかわった元科学者である。
黒の群
黒のウォーヘッド・コーデッドで構成される群で、リーダーはサリヴァン。黒の群のウォーヘッドたちは、「強者が弱者のコードを受け継ぐ」という思想の下、互いのコードを共有し合い結束している。
白の群
白のウォーヘッド・コーデッドで構成される群で、リーダーはギネヴィア。彼女に命を救われたウォーヘッドたちの忠誠心により統率された集団で、黒とは逆に仲間のコードを吸収することを禁止している。
キーパーズ
ハヴェルが率いる白・黒両方のウォーヘッドで構成された集団。
ある目的のためオテロと融合していない人間の保護や集落の警護などを行っており、白黒両群を敵に回している。

## 登場人物

### ジーン一行
ジーン
声 - 竹内順子
『コマンダーズ』の主人公。方舟に眠っていた少年だが方舟が落下した事で地上で目覚める。ウォーヘッドとなり、姉のアリーズを探し戦場を駆ける。『アーカイヴズ』にも彼らしき人物が登場する。
アリーズ
声 - 雪野五月
ジーンの姉。ジーンのウォーヘッド化直後に、ハヴェルに連れ去られる。その後、ヘイズと共に旅をすることになる。
キルロイ
声 - 楠大典
アルヴィンの助手。師の理想を助けるために、ウォーヘッドとなり、ジーンとアリーズを探していた。
ミーム
声 - 岡村明美
キルロイと行動を共にするウォーヘッドの少女。前向きな性格だが、それはキルロイに救われたおかげであるため、彼に深く感謝している。
パケ
声 - 岡村明美
目覚めたジーンの傍らにあった「ケータイ」。通信機能はもちろんのこと、自我のようなものも持っており、見知らぬ世界に戸惑うジーンを導く。また、色違いの同型機も所々に登場する。物語の進行においてナビゲーターのような役割を持つ。

### 黒の群
ジェラルド
声 - 緑川光
黒の群の小隊長。黒の群を興す前のサリヴァンと出会い、彼の考えに惹かれ道を共にする。しかし人を救うために集まったはずの黒の群が、その目的を忘れたように「敵」との争いを続けることに疑念を抱いている。
サリヴァン
声 - 石井康嗣
元方舟計画の科学者で、黒の群のリーダー。最初にコードの共有を行ったジェラルドのことを常に気にかけている。
ティボルト
声 - 岸野真一　
ジェラルド隊隊員。「突っ込んで叩き潰す」ような荒っぽい作戦を好む、単純で豪快な性格だが、戦闘以外の事柄に関してはずぼら。ジェラルドのことを「G」と呼ぶ。
ジュネ
声 - 藤堂まり
ジェラルド隊の隊員で紅一点。怒りにまかせジェラルドを殴り飛ばすなど、他の隊員同様に規律をあまり気にしないタイプらしい。
ギヨーム
声 - 北山裕隆
ジェラルド隊隊員で、ジェラルドを「シェフ殿」と呼ぶ男。ジェラルド隊メンバーの中で唯一考えて動くタイプの人物であるが、彼の個人的な行動が、ジェラルド隊を窮地に追い込む。
ヒルダ
声 - 中塚玲
サリヴァン直属の参謀役で、通常ジェラルド隊への指令は彼女が伝える。まじめな性格で、規律に欠けるジェラルドたち、特にティボルトのいいかげんな言動には頭を痛めている。

### 白の群
フィオナ
声 - 田中敦子
白の群の女戦士。方舟から落ち、瀕死となっていたところを白の群を率いるギネヴィアに助けられウォーヘッドとなり、以降、命の恩人のために戦い続ける。
ギネヴィア
声 - 唐沢潤
元方舟計画の科学者で、白の群のリーダー。箱舟から投げ出された人々をウォーヘッド化することにより救い、彼らを率いている。
アグアル
声 - 石井康嗣
フィオナ達が所属するアグアル隊の隊長だが、威張っているだけで実質の隊の指揮はフィオナが取っていたらしく、フィオナには陰で呼び捨てにされたり囮に使われたりしていた。しかし、フィオナの出奔に際しては意外な行動に出る。
ヴィエント
声 - 加藤治
アグアル隊に所属する、実質的なサブリーダー。ギネヴィアの盾にされ、致命傷を負った彼の記憶をフィオナが吸収したことが彼女の物語を動かす。
シエロ
声 - 橋本英明
アグアル隊所属の男。アグアルに対してはフィオナ同様に呆れつつも、ある程度の敬意は持っている様子である。
ベルーダ
声 - 藤堂まり
アグアル隊所属の女。

### キーパーズ
ヘイズ＝ヒーリー
声 - 成田剣
白と黒どちらの群にも属さない、キーパーズという集団の一員。元は辺境民で箱舟計画には保安要員として関わっていた。「流れ」という独特な価値観を持つ。
ハヴェル
声 - 岡野浩介
元方舟計画の科学者で、キーパーズを組織したリーダー。ジーンをウォーヘッドにし、アリーズを連れ去る。

### その他の勢力
アッシュ
声 - 竹内順子
ハヴェルの弟で、以前の世界では自分へのコンプレックスと兄への反発から方舟計画反対派ガーディアンズの活動に参加していた。方舟落下当初はハヴェル達と共に活動していたが、現在は独自の目的のため行動している。
デュオカリオンの正体であり、方舟計画失敗の実行犯。方舟のバリヤ出力を上げて乗員がコールドスリープから目覚めないようにすると共に、10年毎にコールドスリープから覚めて方舟に工作をしていた。自身が細工をしたバリヤの影響で「輪廻」が不完全に終わった際、世界の混沌の影響を強く受けてデュオカリオンへと変貌した。
アルヴィン博士
声 - 安井邦彦
方舟計画の創始者で、ジーンとアリーズの父。現在はランドスケープとして新たな人類救済を計画する。
セイン
コミック版の主人公。『コード・エイジ アーカイヴズ』を参照。条件を満たし、特定の場所に行くことでその姿を見られる。
ニコ・ステラ
コミック版のヒロイン。『コード・エイジ アーカイヴズ』を参照。条件を満たし、特定の場所に行くことでその姿を見られる。

## システム
基本はステージ（ミッション）クリア型3Dアクションゲームで、ステージ開始時に表示されるクリア条件を満たすことによりバトルヒストリーと名づけられた年表上に、そのステージで取得した「記憶コード」（デモシーンとして閲覧可能）、および次のステージが項目として出現する。
そして最初の主人公・ジーンのステージを全てクリアすれば二人目・ジェラルドのエピソードが、それを全てクリアすれば三人目が、というように次々と項目が出現してゲームは進行してゆく。
基本アクション
○ボタンと×ボタンにはそれぞれ左右の腕による攻撃が割り振られ、交互に入力することによりチェーンコンボが発生する。
また、左右の腕にはそれぞれパワーゲージが設定されており、Lゲージは後述するガードや超ダッシュなどで消費され、Rゲージは特殊攻撃を使用する際に消費される。
ターゲットをロックオンすることにより目標を中心として円を描くように移動する。
ロックオン中の歩行速度は極端に落ちるが、コントローラーのLスティックをはじく入力によってダッシュを行うことが出来る。
□ボタンはガードに割り振られており、ガード中、およびガードにより攻撃を防いだ際にはLゲージが減少する。そしてゲージが全て削りきられてしまうとガードブレイクが発生して短時間無防備状態（グロッキ〜状態）になってしまう。
Lゲージは敵にも設定されておりガードブレイクが可能。
また□ボタンを押しながらLスティックをはじくと、Lゲージを消費して長距離を高速移動する超ダッシュを行える。
固有技
各キャラクターにはRゲージを消費して使用する固有技が一つずつ設定されている。
○ボタンを使用するという以外は入力方法もそれぞれバラバラである。
コードドライブ／ヒロイックアクション
Rゲージ2ブロックを消費して発動させる必殺技。
△ボタンの攻撃をヒットさせるとキャラクターの周囲に円形のゲージが出現する。
このゲージに走る青い光が、ちょうど円を描き切るタイミングで○ボタンか×ボタンのいずれかを入力することにより、腕（アームウェア）の形状に応じた必殺技がリアルタイムムービーで繰り出される。
この演出中も、ヒット表示のタイミングに合わせボタンを押すことにより、追加ダメージを与えられるが、タイミングはシビア。
またヒロイックアクション成功時にはある条件により、腕の進化や、コードクライシスが発生する。
タイミングがずれた場合や敵の抵抗によっては、攻撃を回避されたり、ガードされ2回目以降のアクションが発生することもある。
この2回目以降のアクションの際には、成功しても、いずれの腕でも共通の相手を弾き飛ばすモーションが発動し、威力も初回成功時のアクションと比べて格段に劣る。
コードクライシス
コードが暴走した状態。キャラクターの姿は激変し、視界が狭まるが、敵からのダメージを完全に防ぎ、敵に触れただけでダメージを与えられる。
しかし、コードクライシス発生中は時間経過とともにHPが減少してゆく。
△ボタンの入力によりコードクライシスは解除され、その際、キャラクターの周囲の非常に狭い範囲ではあるが、大きなダメージを与える衝撃波が発生する。
コードクライシス中には初期において行動速度や攻撃範囲などにもペナルティがあるが、コードクライシスを繰り返すことにより次第に改善されてゆき、最終的には通常を上回る能力を発揮する。
吸収
○ボタンおよび×ボタンを長押しすることによって吸収が行える。
吸収できるのは、「ドロップド・コード」と、「オテロ」である。
ドロップド・コード
コーデッドやウォーヘッドを倒した際に出現する球状の物体。スコア加算や一時的な能力アップの効果がある赤・黄・緑のコードと、特定のステージでのみ出現する青いコード（記憶コード）が存在する。
記憶コードが登場するステージは、多くの場合その回収がクリア条件となる。
オテロショット
吸収したオテロを使用した特殊行動。
名前から連想するようにオテロを直接弾丸のように打ち出す攻撃もあれば、吸収したオテロの種類によっては回復や防御など様々な効果が現れる。
吸収できるオテロの数は腕の形状により限度があるが、それを越えて吸収出来ることもあり、その状態をオーバーロードと呼ぶ。
オーバーロード中のオテロショットはオーバーロードショットとなり、通常よりも威力や効果が向上するものの、限度を越えてオテロを保持している間は常時HPが減り続ける。
コードエクステンション
ステージクリア時のスコアによって支給されるCP（コードポイント）を変換（「CPで購入」と言った方がわかりやすいだろうが）することで入手できるいわば装備アイテムで、装着することによりキャラクターの能力を上げるボディと、使い切りで効果を発揮するショットとに分類される。
ボディは初期ならば3個、ショットは左右の腕に一つずつ装着が可能で、キャラクター間での共用もできる。
変換できるコードエクステンションの種類は、保持するCPが一定値を超えるごとに増えてゆく。このためCPをエクステンションに変換してしまうと、新しいエクステンションの登場が遅れてしまうというジレンマが生じる。
また、CPはステージクリア時のスコアを元に支給されるのだが、同じステージの2回目以降のクリアの際には、以前の最高スコアを上回った差額分しか支給されないため、プレイできるステージ数の少ない序盤のCPのやりくりが極端に厳しくなっている。

## ミニゲーム
パケ・アプリ
オテロを操作してフィールドにいる他のオテロを倒すアクションゲーム。
本編で吸収したことのあるオテロはオテロ図鑑に登録され、その登録されたオテロがパケ・アプリで使用可能となる。
敵のオテロはライフゲージを0にするかフィールドの外に落とせば倒せ、フィールドの敵オテロを全て倒せばステージクリアとなる。
それぞれのオテロ毎に別々の特殊能力が使える。
スタッフロール
各キャラクターの最終エピソード終了時に流れるスタッフロールには仕掛けがあり、中央で回っている青い光をアナログスティックで操作できる。この光をぶつけて、背景に浮いている破片をいくつか砕くと、様々なイラストが表示される。

## イメージソング
「memory pocket - メモポケ -」
歌 - 柴咲コウ